# Smolarnik
Smolarnik – przysiółek wsi Rogalice w Polsce położony w województwie opolskim, w powiecie brzeskim, w gminie Lubsza.
Miejscowość wchodzi w skład sołectwa Rogalice.
W latach 1975–1998 miejscowość administracyjnie należała do ówczesnego województwa opolskiego.